# Razbora pięknopłetwa
Razbora pięknopłetwa (Rasbora kalochroma) – gatunek ryby z rodziny karpiowatych (Cyprinidae). Jest to ryba hodowana w akwariach.

## Występowanie
Razbora pięknopłetwa żyje w wodach Azji Południowo-Wschodniej (Półwysep Malajski i Indonezja).

## Pożywienie
Żywi się każdym rodzajem pokarmu.

## Warunki hodowlane
Szczególnie ważne jest zachowanie dobrej jakości wody. Powinno się zapewnić razborze wiele przestrzeni do pływania, akwarium z kępkami roślinności oraz miękką i kwaśną wodą. Ten gatunek nie lubi jaskrawego światła. Temperatura wody powinna wynosić ok. 26,5 °C.